# 貝弗利 (喬治亞州)
貝弗利（英語：Beverly）是位於美國喬治亞州艾伯特縣的一個非建制地區。該地的面積和人口皆未知。

## 地理
貝弗利的座標為34°05′44″N 82°43′43″W / 34.09556°N 82.72861°W，而該地的平均海拔高度為143米（即469英尺）。